# Neochelanops patagonicus
Espèce
Synonymes
- Chelifer patagonicus Tullgren, 1900

Neochelanops patagonicus est une espèce de pseudoscorpions de la famille des Chernetidae.

## Distribution
Cette espèce se rencontre au Chili et en Argentine.

## Description
Neochelanops patagonicus mesure de 2,3 à 3,5 mm.

## Étymologie
Son nom d'espèce lui a été donné en référence au lieu de sa découverte, la Patagonie.

## Publication originale
- Tullgren, 1900 : Two new species of Chelonethi (Pseudoscorpions) from America. Entomologisk Tidskrift, vol. 21, p. 153-157 (texte intégral).